# Австралийско-хорватские отношения
Австралийско-хорватские отношения — двусторонние дипломатические отношения между Австралией и Хорватией. У Австралии есть посольство в Загребе, а у Хорватии — в Канберре.
Австралия и Хорватия впервые установили официальные дипломатические отношения, когда Хорватия объявила о независимости от Югославии в 1992 году. В том же году Австралия открыла своё консульство в Хорватии, и с тех пор две страны поддерживают дружеские отношения. В настоящее время посольство Австралии находится в Загребе, а посольство Хорватии — в Канберре. В 1999 году австралийское консульство было преобразовано в посольство. Одной из целей внешних отношений Австралии и Хорватии является содействие сотрудничеству и свободной торговле между двумя странами.

## Хорваты в Австралии
Хорваты впервые мигрировали в Австралию в 1850-х годах, когда Хорватия была частью Австрийской империи. В то время их называли либо австрийцами, либо итальянцами, а после Первой мировой войны их стали называть югославами. Хорватские мигранты имели разное происхождение и включали интеллектуалов, коммунистов, фашистов и антикоммунистов. Они были официально признаны хорватами в 1992 году после распада Югославии во время Югославских войн.
Хорваты в Австралии успешно интегрировались в австралийское общество благодаря общей культуре и обычаям. Однако в ряде случаев хорваты также сталкивались с дискриминацией и проблемами с австралийскими властями, особенно в 1960-х и 1970-х годах.

## Экономические отношения
Товарооборот Австралии с Хорватией в 2018 году составил 41,1 млн австралийских долларов, что на 3,9% больше, чем в 2017 году. Экспорт австралийских товаров в Хорватию в 2018 году составил 2,8 млн австралийских долларов, при этом основными статьями экспорта стали фрукты и орехи, а также специализированная техника и запчасти. 
После вступления Хорватии в Европейский союз в 2013 году экономические отношения между Хорватией и Австралией бурно развивались. Соглашение о свободной торговле между Европейским союзом и Австралией, подписанное в 2019 году, было положительно воспринято в Хорватии.

## Постоянные дипломатические миссии

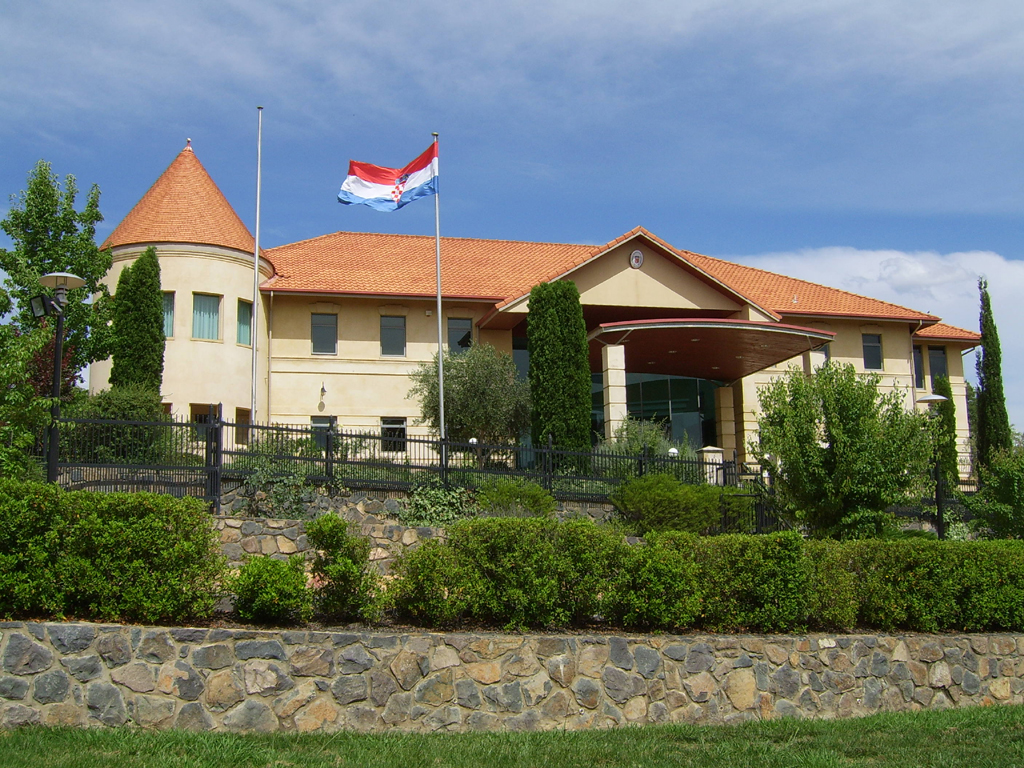
Хорватcкое посольство в Канберре

- У Австралии есть посольство в Загребе.
- Хорватия имеет посольство в Канберре и генеральные консульства в Мельбурне и Сиднее, а также консульство в Перте.